# Деян Удовичич
Деян Удовичич (27 липня 1970) — сербський тренер з водного поло.
Бронзовий медаліст Олімпійських Ігор 2008, 2012, 2016, 2020 років.
.
Переможець Панамериканських ігор 2015, 2019 років.